# Ingeniería lingüística
La ingeniería lingüística, también denominada informática aplicada a la lingüística e incluso tecnologías del lenguaje, es una disciplina que, a su vez, tiene carácter multidisciplinario. La ingeniería lingüística utiliza el conocimiento desarrollado en el marco informático del procesamiento del lenguaje natural y del marco lingüístico nutrido por las disciplinas de la traducción, de la terminología y de la lingüística computacional, tanto en sus vertientes teóricas como aplicadas.